# Sabina Valbusa
Sabina Valbusa, née le 21 janvier 1972 à Vérone, est une skieuse de fond italienne. Elle est la sœur du fondeur Fulvio Valbusa.

## Palmarès

### Jeux olympiques
- Médaille de bronze au relais 4 × 5 km en 2006, aux Jeux olympiques d'hiver de 2006 à Turin.

### Championnats du monde
- Médaille d'argent au relais 4 × 5 km en 1999, aux Championnats du monde de ski nordique 1999.
- Médaille de bronze au relais 4 × 5 km en 2001, aux Championnats du monde de ski nordique 2001.
- Médaille de bronze au relais 4 × 5 km en 2005, aux Championnats du monde de ski nordique 2005.

### Coupe du monde
- 8e de la C2003.
- 1 victoire dans des épreuves de la Coupe du monde, au total 9 podiums individuels.
- 4 victoires en relais, au total 19 podiums.

 palmarès au 17 mars 2006

#### Victoire en individuelle
| Date         | Lieu      | pays   | Compétition |
| ------------ | --------- | ------ | ----------- |
| 13 mars 2004 | Pragelato | Italie | 15km TL     |

Légende :

TC = classique

TL = libre

MS = départ en masse

HS = départ avec handicap

PU = poursuite